# د هویلند
دِ هَویلَند (انگلیسی: De Havilland ‎/dəˈhæv[invalid input: 'ɨ']lənd/‎) یک شرکت هوانوردی بریتانیایی بود که در اواخر سال ۱۹۲۰ میلادی توسط جفری د هویلند در فرودگاه استاگ لین در شهرک ادجوار لندن تأسیس شد و هواگردهای نظامی و مسافربری، موتورهای هواگرد و سلاح‌های هدایت‌شونده تولید می‌کرد. این شرکت در سال ۱۹۶۴ میلادی با هاوکر سیدلی ادغام شد.

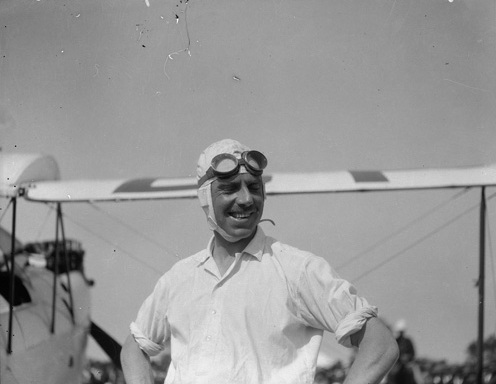
جفری دی هاویلند در بندر پِرت، غرب استرالیا، بعد از پیروزی در مسابقات هوایی (سریعترین درمجموع زمان) مسابقات سده غرب استرالیا ۱۹۲۹ میلادی.